# Regnbågsstadens hjälte
Regnbågsstadens hjälte (engelska: Rainbow Ruby; koreanska: 레인보우 루비; kinesiska: 彩虹宝宝) är en sydkoreansk, kinesisk och kanadensisk animerad TV-serie från 2016.

## Rollfigurer
- Ruby
- Rubys mor och far
- Kokos (engelska: Choco)
- Gilda (engelska: Gina)
- Dunderfot (engelska: Thunderbell)
- Ling Ling
- Prinsessan Porslin (engelska: Princess Kiki)
- Prins Fredrik (engelska: Prince Frederick)
- Sengångarn (engelska: Mr. Sloth)
- Kvitter (engelska: Chirpee)
- Ellie
- Jessie (engelska: Jessy)
- Hindrid (engelska: Daisy)
- Felicia
- Klipp (engelska: Paige)
- Familjen Harmoni (engelska: Harmony family)
- Poppisarna (engelska: Poppies)
- Prins Svan (engelska: Miss Swan 'Fröken Svan')

## Röster

### Svensk version
- Marta Ruthström
- Andreas Karlsson
- Albin Flinkas
- Erika Dahlqvist
- Greta Hedin
- Matilda Smedius
- Tyra Ottosson
- m.fl.

Översättning: Josefina Hylén

Dubbproduktion: Eurotroll AB för SVT International

## Avsnitt
| Nr | Titel                                                                     | Sändningsdatum i Sverige |
| -- | ------------------------------------------------------------------------- | ------------------------ |
| 1  | "Rubys skogsvaktaräventyr" engelska: Ruby's Ranger Adventure              | 4 mars 2017              |
| 2  | "Föreställning med förhinder" engelska: The Show Must Go On               | 11 mars 2017             |
| 3  | "Sko-galen" engelska: Shoe Crazy                                          | 18 mars 2017             |
| 4  | "Bildbevis" engelska: Picture This                                        | 21 mars 2017             |
| 5  | engelska: At Your Service                                                 |                          |
| 6  | "Ett hårt regn" engelska: A Hard Rain                                     | 22 mars 2017             |
| 7  | "Galen i mån-kaka" engelska: Moon Cake Madness                            | 23 mars 2017             |
| 8  | "Snabel-svårigheter" engelska: Trunk Trouble                              | 24 mars 2017             |
| 9  | "Bakom ridån" engelska: Behind the Scenes                                 | 27 mars 2017             |
| 10 | "Klippdocka i nöd" engelska: Paperdoll in Peril                           | 28 mars 2017             |
| 11 | "Sjunga i ösregn" engelska: Singing in the Rain                           | 29 mars 2017             |
| 12 | "Brevbärarförvirring" engelska: Mail Carrier Mayhem                       | 30 mars 2017             |
| 13 | "Ute på golfrunda" engelska: Going Golfing                                | 31 mars 2017             |
| 14 | "Fallet med de stulna glasögonen" engelska: Case of the Stolen Spectacles | 3 april 2017             |
| 15 | "Nu flyger vi högt" engelska: Up in the Air                               | 4 april 2017             |
| 16 | "Till roten av problemet" engelska: Addressing the Problem                | 5 april 2017             |
| 17 | "Glada fötter" engelska: Happy Feet                                       | 6 april 2017             |
| 18 | "Doftande kurragömma" engelska: Hide and Taste                            | 7 april 2017             |
| 19 | "Porslin-törnrosa" engelska: Sleeping Kiki                                | 10 april 2017            |
| 20 | "Barnskötarblues" engelska: Babysitter Blues                              | 11 april 2017            |
| 21 | "Dags att vakna" engelska: Wakey Wakey                                    | 12 april 2017            |
| 22 | "Regler på vägen" engelska: Rules of the Road                             | 13 april 2017            |
| 23 | "Nudlar i mängder" engelska: Oodles of Noodles                            | 14 april 2017            |
| 24 | "Cirkusdirektör Ruby" engelska: Ringmaster Ruby                           | 17 april 2017            |
| 25 | "Färgglad svalka" engelska: A Colorful Way to Cool Off                    | 18 april 2017            |
| 26 | "Man måste se det för att tro det" engelska: Seeing Is Believing          | 19 april 2017            |
| 27 | "En dålig hår-dag" engelska: Bad Hair Day                                 | 26 augusti 2017          |
| 28 | "Is är bra" engelska: Ice is Nice                                         | 2 september 2017         |
| 29 | "Stor bebis" engelska: Big Baby                                           | 3 september 2017         |
| 30 | "En offentlig ursäkt" engelska: Public Apology                            | 9 september 2017         |
| 31 | "En förlorad skatt" engelska: A Treasure Lost                             | 9 september 2017         |
| 32 | "Dunder-dumplings" engelska: Dazzling Dumplings                           | 10 september 2017        |
| 33 | "Varför växer det i trädgården?" engelska: How Does Your Garden Grow?     | 23 oktober 2017          |
| 34 | "Gåtfulla gåvor" engelska: Mystery Gifts                                  | 16 september 2017        |
| 35 | "Stoppa tåget" engelska: Train Stopping                                   | 27 oktober 2017          |
| 36 | "Frukta inte modet" engelska: All Dolled Up                               | 30 oktober 2017          |
| 37 | "Regnbågsvågen" engelska: The Rainbow Wave                                | 23 september 2017        |
| 38 | "Fisken Yngve" engelska: The Best Pet You Never Met                       | 3 november 2017          |
| 39 | "Party för en prins" engelska: Princely Party                             | 6 november 2017          |
| 40 | "Vilken röra" engelska: What a Mess!                                      | 30 september 2017        |
| 41 | "Delfin-dilemma" engelska: Dolphin Dilemma                                | 10 november 2017         |
| 42 | "Geting-kalabalik" engelska: Ruby and the Beast                           | 18 september 2017        |
| 43 | "Ett hatt-trick" engelska: Hat Trick                                      | 19 september 2017        |
| 44 | "Dansa på isen" engelska: Dancing on the Ice                              | 20 september 2017        |
| 45 | "När månen försvann" engelska: When the Moon Was Missing                  | 21 september 2017        |
| 46 | "Bubbel-trubbel" engelska: Trouble in a Bubble                            | 22 september 2017        |
| 47 | "Hemma bäst" engelska: Home Sweet Home                                    | 25 september 2017        |
| 48 | "Blandade bär" engelska: Mixed Berries                                    | 26 september 2017        |
| 49 | "Bondgårds-skoj" engelska: Farm Fun                                       | 27 september 2017        |
| 50 | "Busig bakterie" engelska: Tummy Trouble                                  | 28 september 2017        |
| 51 | "Uppskjutning" engelska: Blast Off                                        | 29 september 2017        |
| 52 | "En sann juvel" engelska: The True Jewel                                  | 2 oktober 2017           |